# Wincenty Odyniec

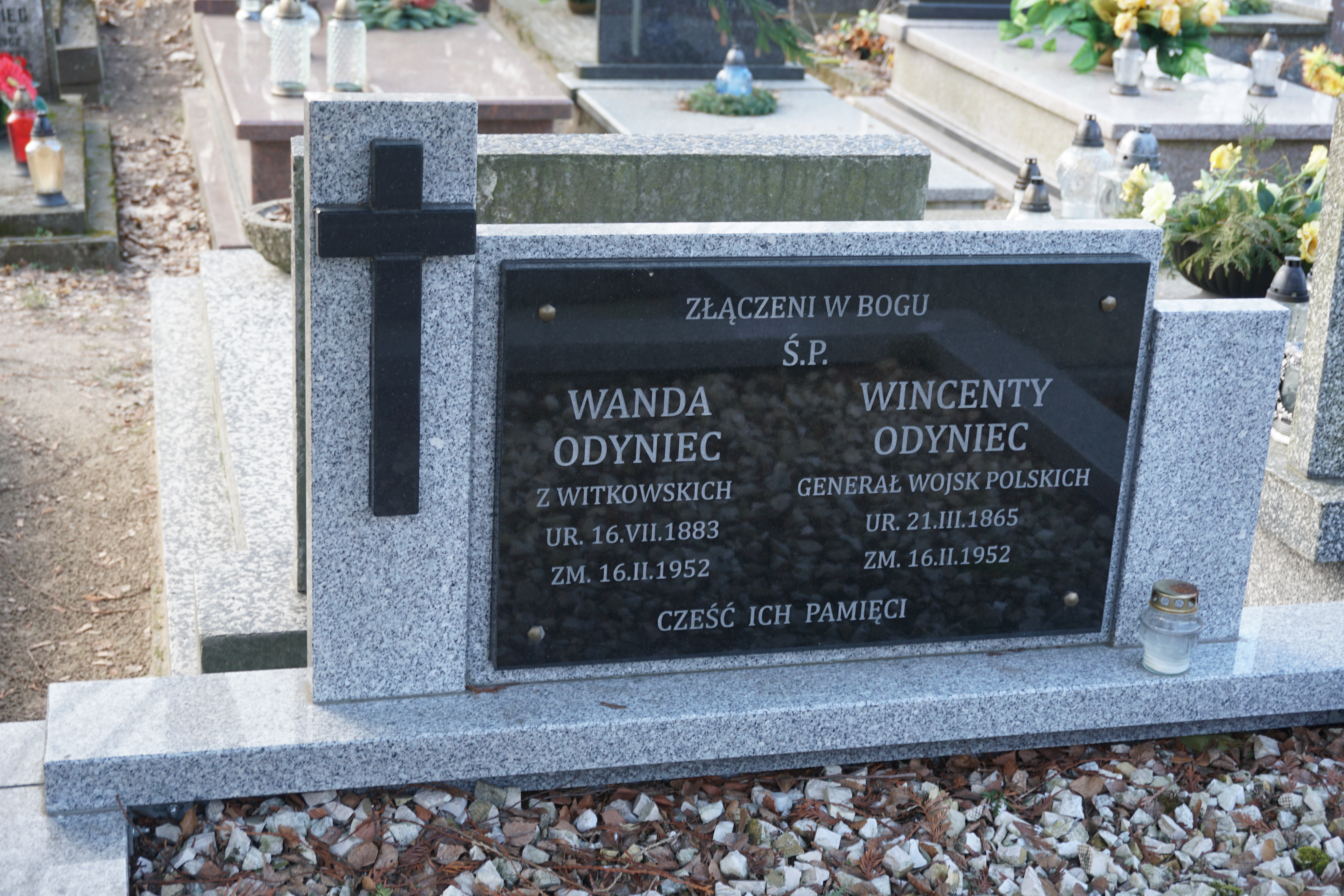
grób gen. Wincentego Odyńca na cmentarzu w Milanówku

Wincenty Odyniec (ur. 8 marca?/20 marca 1865 w Litwinkowie, w ówczesnej guberni mińskiej, zm. 1 czerwca 1952 w Milanówku) – generał major armii Imperium Rosyjskiego, generał dywizji Wojska Polskiego.

## Życiorys
Urodził się 20 marca 1865 w Litwinkowie, w rodzinie Jana, ziemianina, i Dominiki ze Stefanowiczów. W 1883 wstąpił na ochotnika do Armii Imperium Rosyjskiego. W 1888 ukończył Oficerska Szkołę Piechoty w Wilnie, oficer zawodowy rosyjskiej piechoty. Służył w 60 Zamojskim Pułku Piechoty Zamościu. Jako dowódca kompanii walczył na wojnie rosyjsko-japońskiej 1904-1905. 
W I wojnie światowej dowódca od batalionu i 417 Ługańskiego pułku piechoty 105 Dywizji Piechoty. W 1915 awansował na pułkownika ze starszeństwem z dniem 28 listopada 1913, a 30 kwietnia 1917 na generała majora ze starszeństwem z dniem 28 listopada 1915. W sierpniu 1917 został przydzielony do Sztabu Kijowskiego Okręgu Wojskowego. 27 kwietnia 1918 został przyjęty do I Korpusu Polskiego w Rosji, w którym dowodził brygadą 1 Dywizji Strzelców Polskich i czasowo pełniący obowiązki dowódcy tej dywizji.
7 grudnia 1918 roku został przyjęty do Wojska Polskiego z byłego I Korpusu Polskiego i byłej armii rosyjskiej, z zatwierdzeniem posiadanego stopnia generała majora ze starszeństwem z dniem 28 listopada 1915 roku, i przydzielony do Ministerstwa Spraw Wojskowych w Warszawie. 20 grudnia 1918 roku szef Sztabu Generalnego, generał dywizji Stanisław Szeptycki wyznaczył go na stanowisko pomocnika dowódcy 1 Dywizji Litewsko Białoruskiej. Do kwietnia 1919 w III Departamencie MSWojsk., po czym zastępca dowódcy 1 Dywizji Litewsko Białoruskiej. Kwiecień - czerwiec 1919 dowódca Okręgu Etapowego Białystok i Wołkowysk. Czerwiec 1919 - maj 1920 dowódca 3 Dywizji Strzelców Wielkopolskich i dowódca Frontu Południowego w Wielkopolsce. Na froncie bolszewickim dowódca 17 Dywizji Piechoty Wielkopolskiej. W marcu 1920 ukończył VIII kurs w Centrum Studiów Artyleryjskich w Warszawie. 1 maja 1920 roku został zatwierdzony z dniem 1 kwietnia 1920 roku w stopniu generała podporucznika, w grupie oficerów byłych Korpusów Wschodnich i byłej armii rosyjskiej.
Odwołany z dowództwa wskutek niepowodzeń, pozostał od maja 1920 w dyspozycji Oddziału V Naczelnego Dowódcy, potem w dyspozycji Centralnej Stacji Zbiorczej Dowództwa Okręgu Generalnego Warszawa. 
7 grudnia 1920 roku Najwyższa Wojskowa Komisja Opiniująca powzięła jednogłośnie następującą uchwałę: „czasowe zwolnienie gen. ppor. Wincentego Odyńca z zajmowanego stanowiska było ze strony Dowództwa 1 Armii uzasadnione. Wymienionemu Gen[erałowi] jednak nie można uczynić zarzutu z tytułu prowadzenia operacji 17 DP”. 5 kwietnia 1921 roku Naczelny Wódz zatwierdził wspomnianą uchwałę.
W 1921 roku był przewodniczącym Komisji Rehabilitacyjnej dla Oficerów Sztabowych. Z dniem 1 listopada 1921 roku został przeniesiony w stały stan spoczynku z prawem noszenia munduru, w stopniu generała podporucznika. 
26 października 1923 roku Prezydent RP Stanisław Wojciechowski zatwierdził go w stopniu generała dywizji. Później został zweryfikowany w tym stopniu ze starszeństwem z dniem 1 czerwca 1919 roku w korpusie generałów stanu spoczynku.    
Na emeryturze osiadł w Milanówku. W okresie okupacji niemieckiej w swoim domu przechowywał Abrahama Szpielmana oraz jego żonę. Zmarł 1 czerwca 1952 roku.

## Ordery i odznaczenia
- Krzyż Srebrny Orderu Wojskowego Virtuti Militari[15][3]
- Medal Pamiątkowy za Wojnę 1918–1921 „Polska Swemu Obrońcy”[16]
- Medal Dziesięciolecia Odzyskanej Niepodległości[16]
- Medal Międzysojuszniczy „Médaille Interalliée” – 1925[16][17]
- Order św. Stanisława III klasy (Imperium Rosyjskie)[18]
- Order św. Anny III klasy z mieczami i kokardą (Imperium Rosyjskie)[18]
- Order św. Stanisława II klasy (Imperium Rosyjskie)[18]
- Order św. Anny II klasy z mieczami (Imperium Rosyjskie)[18]
- Order św. Włodzimierza IV klasy z mieczami i kokardą (Imperium Rosyjskie)[18]
- Order św. Włodzimierza III klasy z mieczami (Imperium Rosyjskie)[18]
- Order św. Anny IV klasy z napisem „Za Waleczność" (Imperium Rosyjskie)[18]
- Order św. Jerzego IV klasy (Imperium Rosyjskie)[18]
- Złota broń św. Jerzego (Imperium Rosyjskie)[18]